# DansGuardian
DansGuardian es un software de filtro de contenido, diseñado para controlar el acceso a sitios web. Incluye un filtro de virus, importante en sistemas Windows, es usado principalmente en instituciones de educación, gobierno y empresas. Se caracteriza por su alto grado de flexibilidad y adaptación de la implementación.
DansGuardian se instala en un ordenador (servidor) con el sistema operativo GNU/Linux, y filtrará contenidos de webs solicitadas por el resto de ordenadores (independientemente del sistema operativo que tengan instalado). Para filtrar contenido usa comparación de caracteres, filtro PICS y filtro por URL.

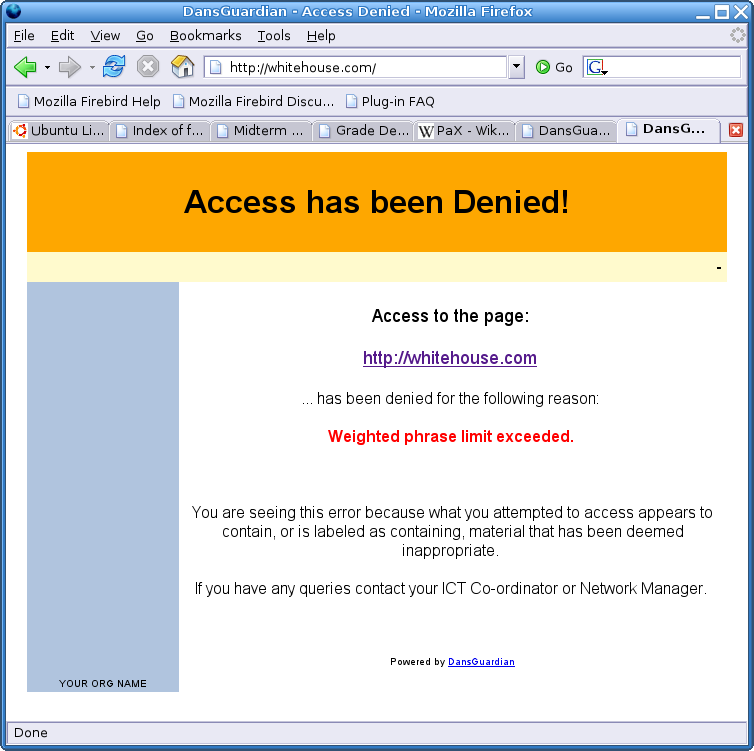
Ejemplo de un mensaje de bloqueo de DansGuardian.

Este software se ofrece con una doble licencia: GPL v2 o comercial (dependiendo de su uso).

## Características
```
Filtro de Virus
```

## Otros proyectos
Actualmente existe un "fork" de Dansguardian llamado MinD. MinD es el acrónimo redundante de MinD is not Dansguardian. Según comenta la propia página del proyecto, MinD es un fork de la última versión estable del famoso filtro, al que se le han añadido importantes mejoras.